# Le Vieux Puits
Pour plus de détails, voir Fiche technique et Distribution.
Le Vieux Puits (老井, Lǎo jǐng) est un film chinois réalisé par Wu Tianming, sorti en 1987.
C'est l'adaptation du roman du même nom de Zheng Yi.

## Synopsis
Dans un village chinois, un homme et une femme tentent de creuser un puits.

## Fiche technique
- Titre original : 老井, Lǎo jǐng
- Titre français : Le Vieux Puits
- Réalisation : Wu Tianming
- Scénario : Zheng Yi d'après son roman
- Photographie : Chen Wangcai et Zhang Yimou
- Montage : Chen Dali
- Musique : Xu Youfu
- Pays d'origine : Chine
- Format : Couleurs - 35 mm - Mono
- Genre : drame, romance
- Durée : 130 minutes
- Date de sortie :
  - Japon : septembre 1987 (Festival international du film de Tokyo)

## Distribution
- Zhang Yimou : Shun Wangquan
- Liang Yujing : Zhao Qiaoying
- Niu Xingli : Wanshui
- Lü Liping : Duan Xifeng

## Distinctions
- Festival international du film de Tokyo 1987 : Grand Prix, prix du meilleur acteur et prix FIPRESCI
- 1988 : Coq d'or du meilleur film, Coq d'or du meilleur réalisateur, du meilleur acteur et de la meilleure actrice dans un second rôle